# Convenio de Aranjuez

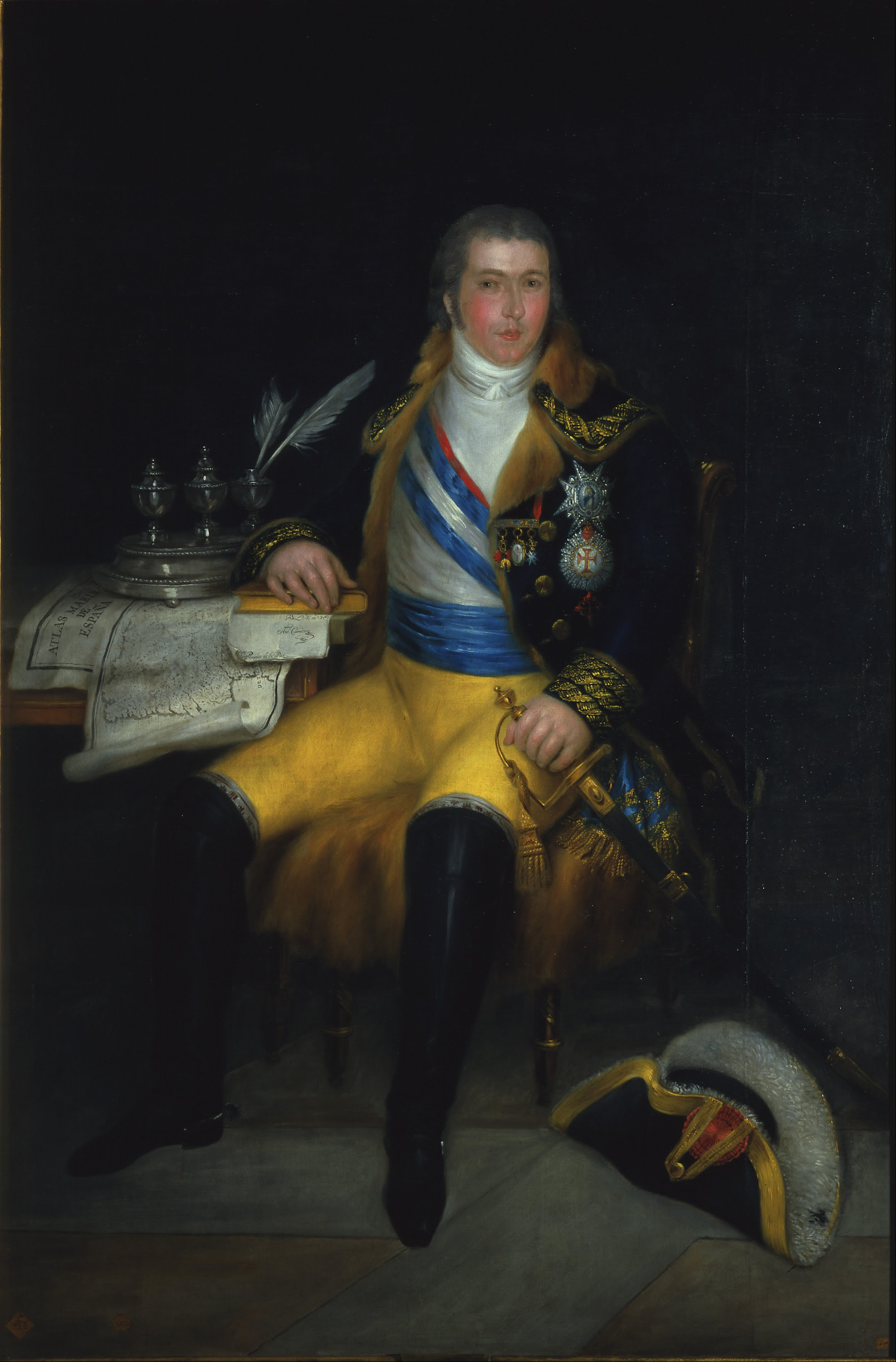
Manuel Godoy, pintado por Antonio Carnicero, 1807-8.

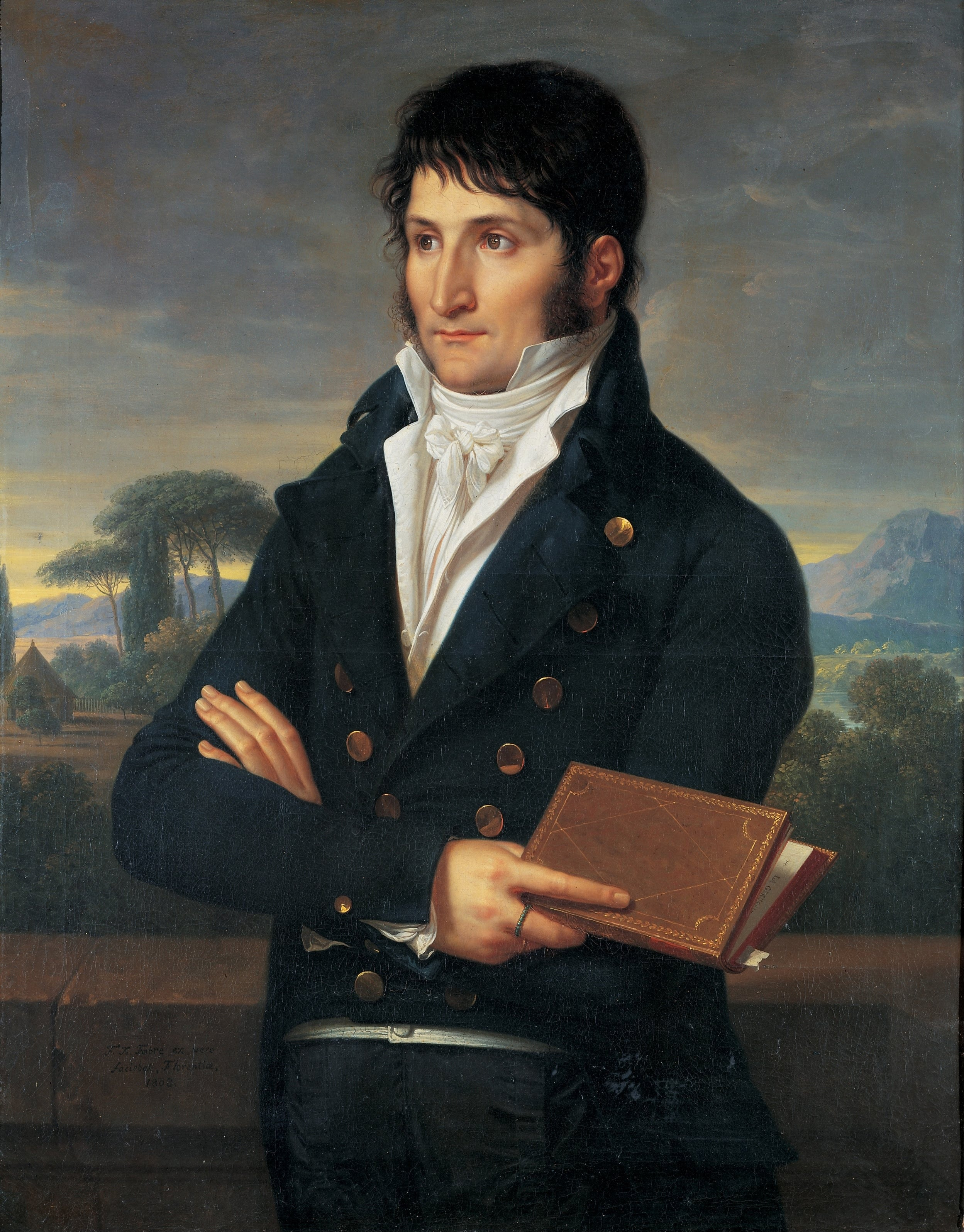
Luciano Bonaparte, pintado por François-Xavier Fabre, después de 1800.

El Convenio de Aranjuez de 1801 fue un acuerdo entre Francia y España firmado en Aranjuez el 13 de febrero de 1801 por Luciano Bonaparte y Manuel Godoy.  El acuerdo establecía las condiciones en las que se unirían los ejércitos y flotas de España, Francia y Batavia para combatir a las fuerzas de Gran Bretaña. Fue seguido por la firma un mes después del acuerdo definitivo llamado Tratado de Aranjuez.

## El convenio de Aranjuez
Los términos del convenio incluían:
- Cinco navíos españoles fondeados en Brest se unirían a otros cinco franceses y cinco de la República Bátava, al mando de un general español, rumbo a Brasil o India.
- Diez navíos españoles de Brest, con diez franceses y diez bátavos, al mando de un general francés, marcharían hacia Irlanda o el norte de Inglaterra.
- Cinco navíos del Ferrol con dos mil soldados se unirían a otras dos flotas francesa y bátava iguales en tamaño, y partirían a conquistar Trinidad y Surinam.
- El resto de la flota española se uniría con la francesa y, si fuera posible, con la flota rusa, para combatir a los ingleses en el Mediterráneo.
- Se formarían cinco cuerpos de ejército, que se concentrarían en Brest, Batavia, Marsella, Córcega y la frontera hispano-portuguesa.

## El tratado de Aranjuez
El 21 de marzo de 1801 fue firmado el acuerdo definitivo en Aranjuez por Manuel Godoy y Luciano Bonaparte. Las condiciones establecidas en este nuevo tratado confirmaban las disposiciones del anterior, ampliándolas:
- Renuncia de Fernando al ducado de Parma, por sí mismo y sus herederos.[3]
- Cesión por parte de Francia del Gran Ducado de Toscana a Luis Francisco de Borbón-Parma, hijo del duque de Parma, Fernando.[3]
- Reconocimiento de Luis como rey de Etruria, con el respaldo de Francia.[3]
- La parte de la isla de Elba perteneciente a Toscana quedaría en poder de Francia; en compensación, el Principado de Piombino (esta parte del tratado no se cumplió, ya que Napoleón entregó el Piombino el 19 de marzo de 1805 a su hermana Elisa Bonaparte) y los Presidios de Toscana serían cedidos por Francia a Luis, anexionándolos al nuevo territorio.
- En caso de que faltase la sucesión en la familia del infante Luis, los derechos al trono de Toscana serían para la familia real española.
- Cesión de los territorios de la Luisiana a Francia.[3]
- Indemnización conjunta hispano-francesa al duque Fernando por su renuncia al ducado de Parma.

Este nuevo acuerdo sería ratificado por Carlos IV el 11 de abril de ese mismo año. Aunque no quedó recogido en el tratado, la delegación francesa se comprometió a que en el caso de que Francia quisiera desprenderse de Luisiana, esta solo podría ser retrocedida a España y a ningún otro país.